# Amastus diaphenes
Amastus diaphenes är en fjärilsart som beskrevs av Dyar 1914. Amastus diaphenes ingår i släktet Amastus och familjen björnspinnare. Inga underarter finns listade i Catalogue of Life.